# Akainacephalus
Akainacephalus (лат.) — род растительноядных птицетазовых динозавров из семейства анкилозаврид. Ископаемые остатки животного найдены в геологической формации Кайпаровиц, расположенной в штате Юта (США) и датируемой поздним кампанским ярусом верхнемеловой системы (76,46—74,69 млн лет). Типовым и единственным видом является Akainacephalus johnsoni, описанный по наиболее полному образцу анкилозаврида, когда-либо обнаруженному в южной части Ларамидии. Образец содержит полный череп, хвостовую «булаву», ряд остеодерм, элементы конечностей и часть таза.

## Открытие и название

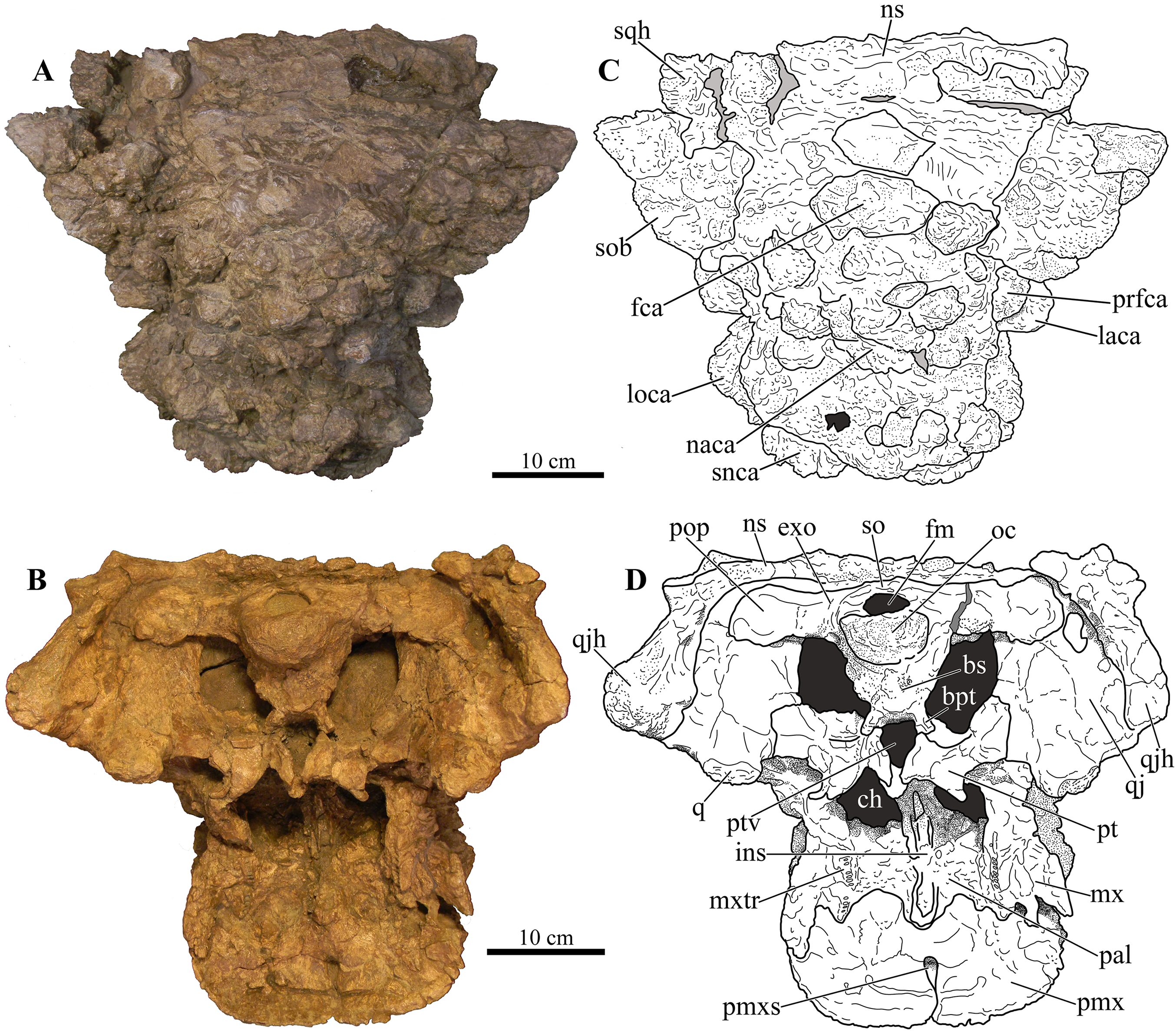
Череп (вид сверху и снизу)

В 2008 году на территории Национального памятника Гранд Стэйркейс-Эскаланте в округе Кейн, штат Юта, был обнаружен неполный скелет анкилозаврида. В 2009 году команда учёных под руководством Рэндалла Ирмиса завершила раскопки. Череп динозавра в течение 4 лет препарировал волонтёр Рэнди Джонсон, химик на пенсии. В январе 2014 года череп был исследован с помощью компьютерной томографии.
В 2018 году нидерландские палеонтологи Йелль П. Вирсма и Рэндал Веньямин Ирмис назвали и описали типовой и единственный вид Akainacephalus johnsoni. Родовое название состоит из греческих слов ἄκαινα, akaina — шип (с отсылкой на шиповидные щитки на поверхности черепа) и κεφαλή, kephalè — голова. Видовое название дано в честь препаратора Рэнди Джонсона.
Голотип UMNH VP 20202 был обнаружен в стратиграфическом горизонте формации Кайпаровиц, который датируют кампанским ярусом верхнемеловой эпохи. По датировке циркона возраст слоя был определён в 75,97 млн лет. Голотип состоит из неполного скелета с черепом и нижней челюстью, 4 спинных, 8 крестцовых, 8 «свободных» хвостовых и 11 слитых в «рукоять» хвостовых позвонков, хвостовую «булаву», спинных рёбер, обеих лопаток, левого коракоида, правой плечевой кости, правой локтевой кости, частичной левой подвздошной кости, левых бедренной, большой и малой берцовых костей, фаланги, когтя, двух частичных шейных полуколец и 17 остеодерм со спины и боков. Эти элементы представляют примерно 45 % скелета. Образец экспонируется в Музее естественной истории Юты в Солт-Лейк-Сити.

## Описание

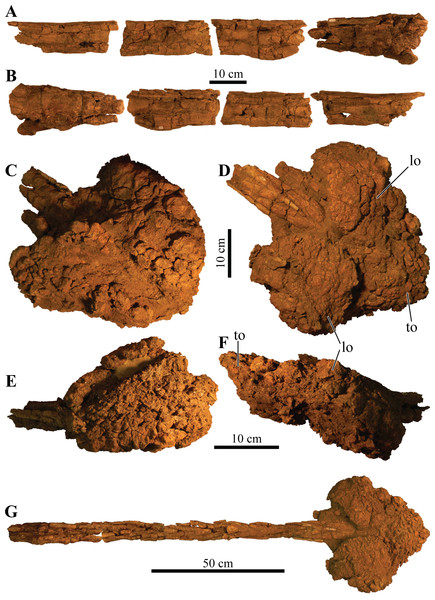
«Рукоять» и «булава» хвоста

Авторы описания указали несколько отличительных черт нового таксона. Некоторые из них являются аутапоморфиями — уникальными особенностями, по которым диагностируется вид. К ним относятся:
- массивные надглазничные выступы формируют высокий, направленный назад гребень, который простирается вбок над глазницей и охватывает передний верхний угол и задний край глазницы;
- нижние заглазничные шипы треугольные, направленные почти вертикально вниз;
- присутствие на лобных костях большой плоской шестиугольной остеодермы;
- зона, охватывающая лобные и носовые кости, покрыта симметрично расположенными, плотно упакованными, пирамидальными и коническими щитками — caputegulum;
- носовые кости несут отчётливый центральный ряд конических щитков, симметрично отделённых от других щитков, расположенных сверху и по бокам от них[1].

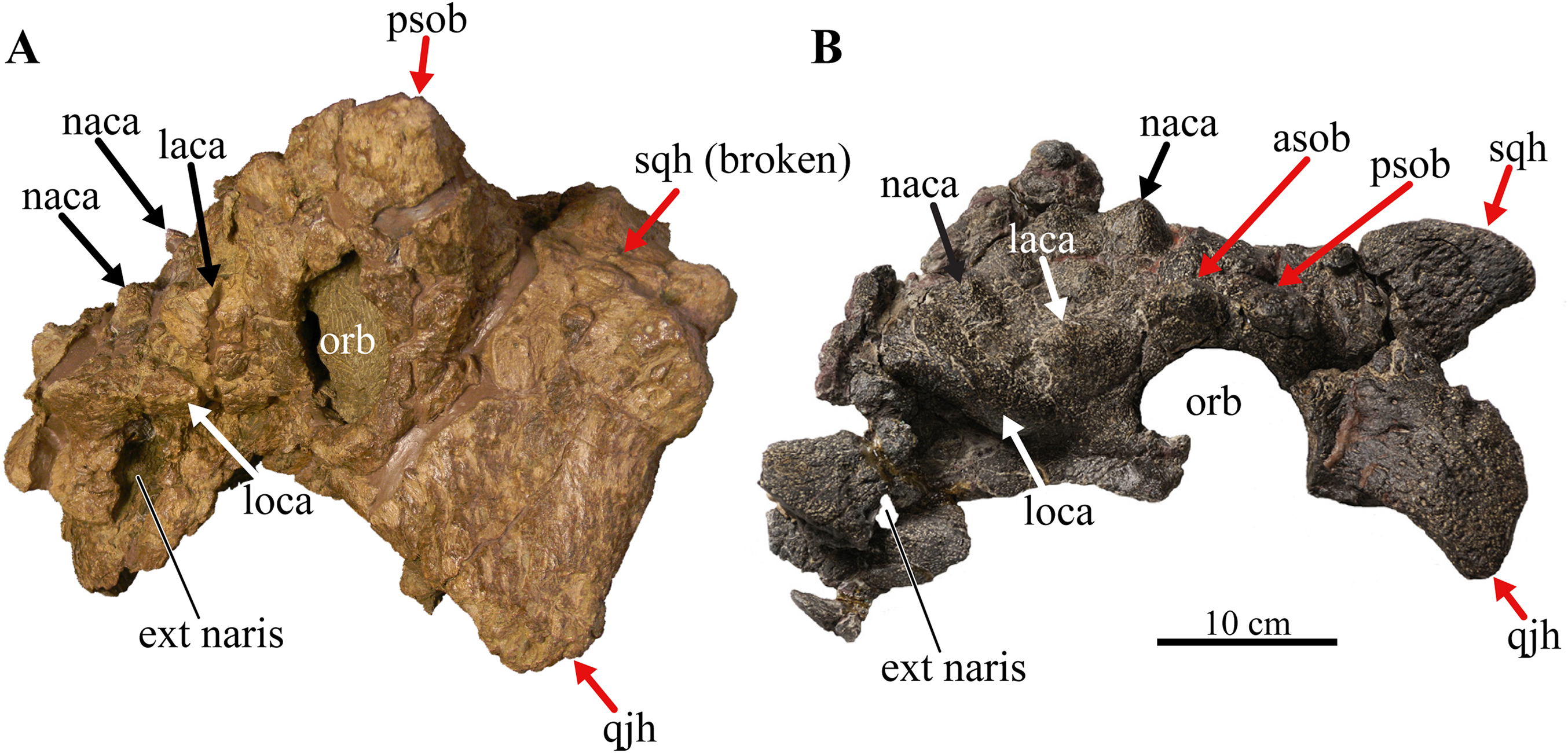
Сравнение черепов Akainacephalus с родственным Nodocephalosaurus

Костный «орнамент» черепа Akainacephalus поразительно похож на таковой у Nodocephalosaurus — родственной формы, также найденной в южной Ларамидии, в штате Нью-Мексико. Поэтому в своей работе авторы описания сравнили оба рода, чтобы доказать валидность нового таксона. Akainacephalus и Nodocephalosaurus имеют некоторые общие черты, такие как наличие щитков в форме пирамиды на поверхности передней части черепа и большие, расширяющиеся вбок, щитки над ноздрями (loreal caputegulae). Однако есть и различия. У Akainacephalus щитки на передней и задней частях надглазничного гребня образуют единую высокую, идущую назад структуру, в то время как у Nodocephalosaurus они остаются отдельными элементами гораздо меньшего размера. Akainacephalus имеет гораздо меньший нижний заглазничный шип. Этот шип направлен прямо вниз, как огромный треугольник, в то время как шип Nodocephalosaurus меньшего размера, изгибается назад и напоминает форму плавника. Сравнение осложняется тем, что череп Nodocephalosaurus известен лишь частично. Кроме того, у голотипа Akainacephalus верхние заглазничные шипы разрушены, что делает невозможным определение их точной формы, а череп в процессе захоронения оказался сдавлен спереди назад, образовав изгиб, в результате чего носовая и затылочная части стали более приближены к друг другу, а область глазницы стала более приподнятой. Тем не менее, окаменелости Nodocephalosaurus обнаружены в слоях формации Киртланд, которые датируют тремя миллионами лет моложе, что не позволяет отнести образцы к одному таксону.

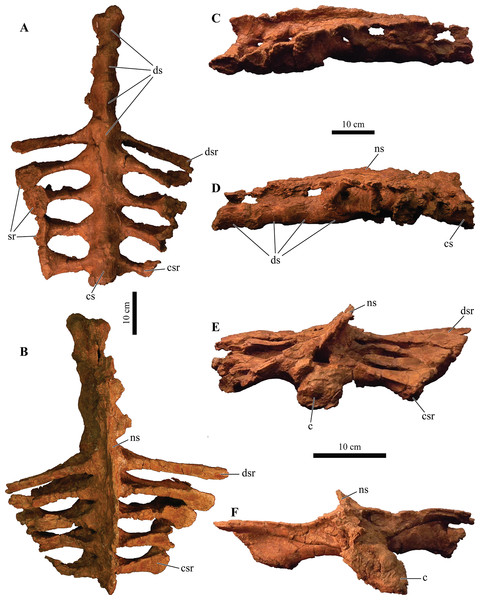
Крестец и хвосто-крестцовые позвонки

Предчелюстные кости образуют широкий, U-образный клюв, ширина которого больше длины. Боковые части верхней челюсти щитками не покрыты, в отличие от большинства анкилозаврид. Количество верхнечелюстных зубов с каждой стороны оценивается минимум в 16. Ориентированные вбок ноздри довольно небольшие, дополнительные околоносовые отверстия, известные у Pinacosaurus grangeri, отсутствуют. Квадратная кость сильна отклонена вперед (> 60°), в результате чего челюстной сустав кости хорошо виден (при виде сбоку) и выступает из под переднего края нижнего заглазничного шипа, чего прежде не наблюдалось у анкилозаврид.

## Систематика

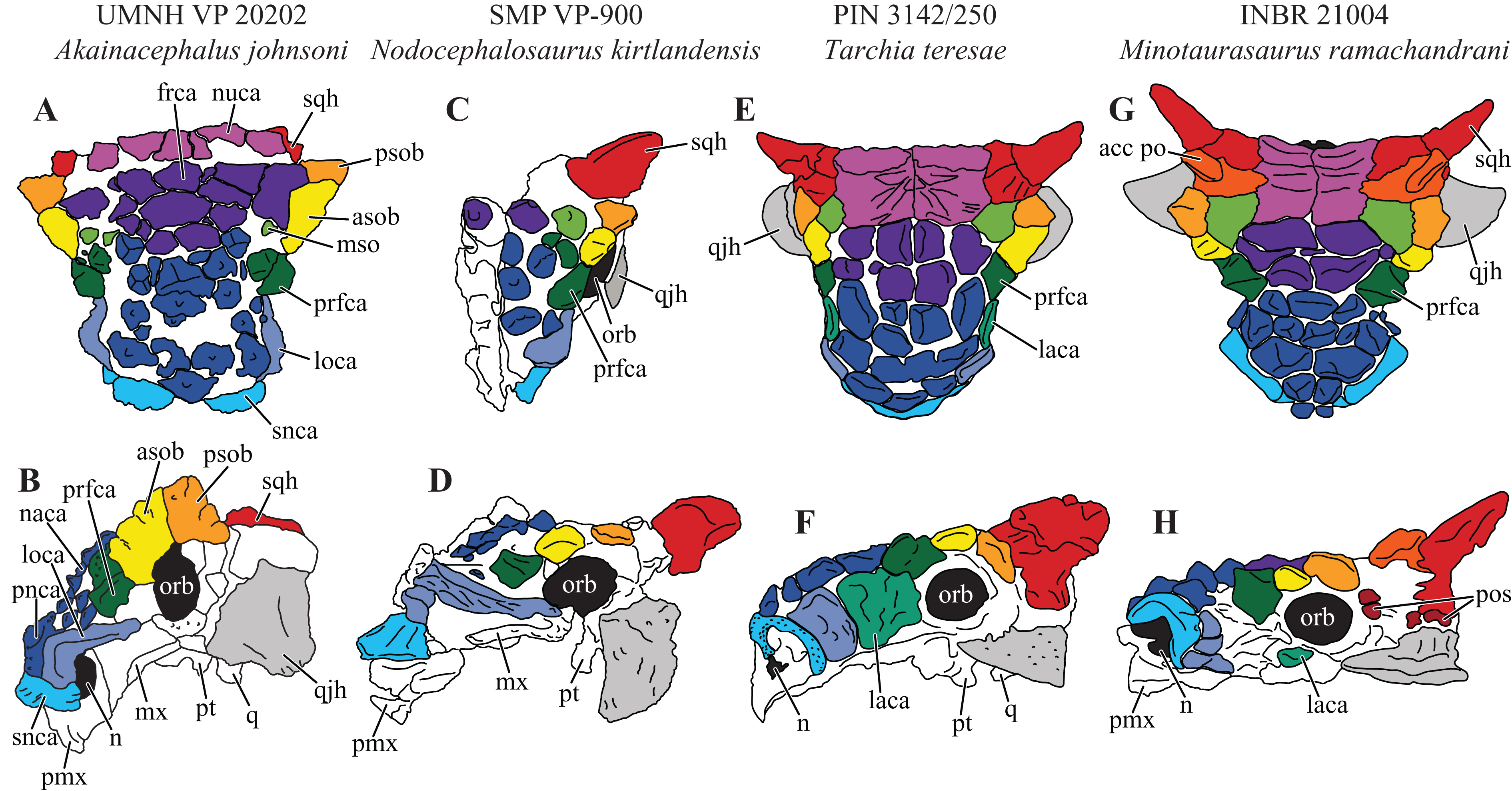
Остеодермальное покрытие черепа Akainacephalus (слева) в сравнении с родственными таксонами (слева направо): Nodocephalosaurus, Tarchia и Minotaurasaurus

В результате проведённого авторами описания филогенетического анализа обнаружилось, что Akainacephalus образует кладу с другим анкилозавридом Ларамидии Nodocephalosaurus. Дополнительные данные кладистического анализа также показывают, что Akainacephalus и Nodocephalosaurus более тесно связаны с азиатскими представителями семейства, такими как Saichania и Tarchia, чем с североамериканскими родами, такими как Euoplocephalus и Ankylosaurus. Эти сведения убедительно доказывают выдвинутую Томасом Леманом гипотезу провинциализма, согласно которой различия климата северной и южной частей Ларамидии были столь велики, что в них эволюционировали изолированные, не пересекавшиеся друг с другом ветви растений и животных, в том числе две разные ветви динозавров. Кроме того, обнаружение Akainocephalus также указывает по крайней мере на две миграции фауны между Азией и Северной Америкой, которые происходили, когда падение уровня моря позволило животным мигрировать между континентами через пересохший Берингов пролив.

## Палеоэкология
В позднем меловом периоде формация Кайпаровиц располагалась около западного берега Западного внутреннего моря, которое разделяло Северную Америку на два участка суши: Ларамидию на западе и Аппалачию на востоке. Плато, где жили динозавры, представляло собой древнюю пойму, в которой преобладали крупные каналы и торфяные болота, пруды и озёра, и которая была ограничена нагорьем. Влажный климат поддерживал богатый и разнообразный спектр организмов. Эта формация содержит одну из лучших и наиболее продолжительных записей палеонтологической летописи в мире.
Палеофауна формации была представлена хрящевыми и костными рыбами, лягушками, саламандрами, ящерицами и крокодилами. Другие группы животных состояли из целурозавровых теропод, таких как дромеозавриды, троодонтиды и орнитомимы; анкилозавров, гадрозаврид и множества ранних млекопитающих, включая многобугорчатых, сумчатых и насекомоядных.
Из-за фрагментарности ископаемых остатков авторы статьи не описали образ жизни Akainacephalus.